# Svindlande höjder (film, 1998)
Svindlande höjder (eng: Wuthering Heights) är en brittisk dramafilm från 1998 i regi av David Skynner. Filmen är baserad på romanen Svindlande höjder av Emily Brontë från 1847. I huvudrollerna ses Robert Cavanah, Orla Brady och Sarah Smart

## Rollista
- Robert Cavanah – Heathcliff
- Peter Davison – Joseph Lockwood
- Orla Brady – Cathy Earnshaw
- Tom Georgeson – Joseph
- Matthew Macfadyen – Hareton Earnshaw
- Sarah Smart – Catherine Linton
- Kadie Savage – Cathy Earnshaw som barn
- Ken Kitson – mr Earnshaw
- Flora Montgomery – Isabella Linton
- Ian Shaw – Hindley Earnshaw
- Crispin Bonham-Carter – Edgar Linton
- David Maybrick – Gaddick
- Catherine Cheshire – Frances Earnshaw
- Polly Hemingway – Nelly Dean